# Вовченко, Николай Васильевич
Вовченко Николай Васильевич (25 декабря 1915, Кривой Рог, Херсонская губерния — 5 февраля 1961, Миролюбовка, Днепропетровская область) — советский аграрий, председатель колхоза имени XXII съезда КПСС Широковского района Днепропетровской области Украинской ССР. Герой Социалистического Труда (1958).

## Биография
Родился 25 декабря 1915 года в местечке Кривой Рог в семье рабочих. Получил среднее образование в Кривом Роге, работал разнорабочим.
В начале Великой Отечественной войны призван в Красную армию — участвовал в боях, был ранен.
В 1949—1951 годах — председатель колхоза имени Сталина Веселовского сельского совета Криворожского района в селе Миролюбовка Широковского района.
В 1950—1961 годах — председатель колхоза имени XXII съезда КПСС в Широковском районе Днепропетровской области.
За годы председательства возглавляемый колхоз построил новые производственные помещения, медицинские и детские учреждения, дома культуры и быта, библиотеку, магазин, строились дороги с твёрдым покрытием.
Улучшение социальных, бытовых, образовательных, культурных условий повлияли на результативность труда, что способствовало высоким урожаям. В 1956 и 1958 годах коллектив колхоза принял участие во Всесоюзной сельскохозяйственной выставке в Москве, участвовал в выставках сельскохозяйственной продукции в городе и области.
Указом Президиума Верховного Совета СССР от 20 февраля 1958 года, за особые заслуги в развитии сельского хозяйства и достижение высоких показателей по производству зерна, сахарной свеклы, мяса, молока и других продуктов сельского хозяйства и внедрение в производство достижений науки и передового опыта, Вовченко Николаю Васильевичу присвоено звание Героя Социалистического Труда с вручением ордена Ленина и золотой медали «Серп и Молот».
Умер после тяжёлой болезни 5 февраля 1961 года в селе Миролюбовка, где и похоронен возле здания конторы и клуба.

## Награды
- Медаль «Серп и Молот» (20 февраля 1958);
- Орден Ленина (20 февраля 1958);
- Почётная грамота и золотая медаль ВДНХ СССР.

## Память
- Именем названа улица в селе Миролюбовка.